# Mr. Roboto
«Mr. Roboto» es una canción escrita por Dennis DeYoung de la banda Styx, y grabada en el álbum de Styx Kilroy Was Here. También fue lanzado como un sencillo de 45 RPM en una edición de radio de 4:44 de duración, que tiene una introducción de sintetizador eliminado (disponible en «Greatest Hits» lanzado por PolyTel en Canadá en 1992), con la canción «Snowblind» (de su álbum anterior Paradise Theatre) como el lado B. En Canadá, donde fueron en general más populares que en sus Estados Unidos nativos, llegó al puesto #1 en la lista de sencillos de RPM, convirtiéndose en su tercer sencillo en encabezar las listas en ese país (después de «Babe» en 1979-80 y «The Best of Times» en 1981). En Estados Unidos, alcanzó el #3 en el Billboard Hot 100.

## Video musical
El video de la canción, dirigido por Brian Gibson, muestra a Jonathan Chance (interpretado por el guitarrista Tommy Shaw) caminando en el Museo de Rock para conocer a Kilroy y un robot se acerca. Después de esto, se transforma en cinco robots que se mueven y bailan. Poco después, los robots se transforman en los miembros de Styx e incluyen a un Dennis DeYoung bien afeitado (se afeitó el bigote característico al finalizar la gira de Paradise Theatre en 1982 y se ha mantenido bien afeitado hasta el día de hoy). Luego, el video alterna entre la banda que interpreta la canción en un escenario y las escenas de la película de fondo Kilroy Was Here. Luego, los miembros de Styx se transforman de nuevo en los robots y DeYoung se enfrenta a los robots, gritando al oído de uno de los robots antes de desplomarse. DeYoung se despierta para ver que están experimentando con él y sale corriendo. El video vuelve al final de la primera escena y Jonathan Chance se sube al escenario. Antes de que el robot se quite la máscara para revelar a Kilroy, se utiliza otra toma del robot con las luces encendidas para finalizar el clip.

## Uso en los medios

### Versiones
- La banda de new wave japonesa Polysics versionó la canción en 2002.
- La banda de rock estadounidense The Protomen versionó esta canción en su álbum de 2015 The Cover Up.
- En el capítulo 12 de la temporada 7 de Los Simpsons, Homer Simpson canta parte de la canción al personaje Otto.
- La canción empieza como introducción de la primera parte del capítulo final de la serie dramática Mr. Robot.